# 342 av. J.-C.
Cette page concerne l'année 342 av. J.-C. du calendrier julien proleptique.

## Événements
- Printemps : secours athéniens à Ambracie et en Acarnanie menacées par Philippe[1].
- 4 août (9 juillet du calendrier romain) : début à Rome du consulat de Quintus Servilius Ahala (III) et Caius Marcius Rutilus (IV)[2]. 
  - Troubles, émeutes populaires et séditions militaires paralysent Rome. L’armée romaine de Campanie (20 000 hommes) marche sur Rome. Le Sénat ne réussit à apaiser le mouvement qu’au prix de sérieuses concessions, négociées par  le dictateur Marcus Valerius Corvus. Plébiscite du tribun Lucius Genucius sur le prêt à intérêt dont le taux est réduit de moitié ; les leges Genuciae stipulent notamment que l’un des consuls doit être plébéien[3]. Retour des collèges mixtes de consuls (parti des Æmilii-Servilii patriciens les plus liés à la plèbe)[4].
- Été : 
  - Campagnes en Thrace de Philippe II (fin en 339 av. J.-C.)[1].
  - Le roi de Perse Artaxerxès III entre dans Memphis⋅ ; vaincu, le pharaon d'Égypte Nectanébo II se réfugie en Haute-Égypte[5]. Début de la deuxième domination perse en Égypte (fin en 332 av. J.-C.).

- Philippe II envoie une nouvelle expédition en Eubée qui établit Philistidès comme tyran à Oréos[6].
- Dernières offres de Philippe II de Macédoine aux Athéniens. Il propose de leur donner l’île d’Halonèse, ancienne possession d’Athènes qu’il a repris aux pirates, de soumettre à l’arbitrage tous les différends entre Athènes et la  Macédoine, de conclure un traité de commerce et de transformer la paix de Philocrate en paix commune. Démosthène et Hégésippe de Sounion (Sur l’Halonnèse) persuadent le peuple de rejeter toutes les offres[6],[1].
- Alliance d’Athènes avec Argos, la Messénie et l’Arcadie[7].

- En Chine, victoire de Qi sur Wei à la bataille de Maling[8].

## Naissances
- Kōrei, empereur légendaire du Japon.

## Décès
- Hermias d'Atarnée.